# Ipê
Ipê egy község (município) Brazíliában, Rio Grande do Sul állam északkeleti részén. 2021-ben becsült népessége 6736 fő volt.

## Története
A 19. század végéig természeti népek lakták, a sűrű erdőkben csak 1880 körül vágtak utat és hoztak létre pihenőhelyeket a portugál hajcsárok (tropeiros), akik Vacaria területéről próbáltak eljutni São Leopoldoba. Ezután birtokosok foglalták el a mai Ipê és Antônio Prado (akkori nevén Paese Novo) területét, akik kukoricát ültettek és a néger rabszolgákat kezdetleges kunyhókban szállásolták el. 1886-ban olasz telepesek érkeztek São Sebastião do Caíból, a kunyhóhalmazt látva pedig Formigueironak (hangyaboly) keresztelték el a helyet. A kialakuló településen felépült kápolnát Szent Lajos francia királynak szentelték, a település pedig ezután felvette a São Luiz de Formigueiro nevet.
1890-ben Vacaria kerületévé nyilvánították São Luiz de França néven. 1938-ban neve Ipêre változott (ennek jelentése lapacho fa). 1987-ben függetlenedett és 1989-ben önálló községgé alakult.

## Leírása
Székhelye Ipê, további kerületei Vila São Paulo és Vila Segredo. Számos természeti látványosság van a községben (kilátók, vízesések, olajfa-ültetvények). Gazdasága megoszlik a mezőgazdaság (szója, fokhagyma, baromfi) és a szolgáltatások között, ipara jelentéktelen. Az embereknek mintegy fele lakik városon. 2009-ben az  ökológiai gazdálkodás nemzeti fővárosának (Capital Nacional da Agricultura Ecológica) nyilvánították.